# Uscanoidea
Uscanoidea is een geslacht van vliesvleugeligen uit de familie Trichogrammatidae. De wetenschappelijke naam van dit geslacht is voor het eerst geldig gepubliceerd in 1911 door Girault.

## Soorten
Het geslacht Uscanoidea omvat de volgende soorten:
- Uscanoidea acuminata (Lin, 1994)
- Uscanoidea aduncata (Lin, 1994)
- Uscanoidea aliciae (De Santis, 1972)
- Uscanoidea apiclavata Lin, 1994
- Uscanoidea hastata De Santis, 1997
- Uscanoidea iperterebrata Viggiani, 1992
- Uscanoidea marilandica (Girault, 1918)
- Uscanoidea nigriventris Girault, 1911
- Uscanoidea ovata Lin, 1994
- Uscanoidea oviclavata (Lin, 1994)
- Uscanoidea oviclavatum (Lin, 1994)
- Uscanoidea parviclavata De Santis, 1997
- Uscanoidea silvestrii Viggiani, 1992